# Dembidollo Airport
Dembidollo Airport är en flygplats i Etiopien. Den ligger i den västra delen av landet, 400 km väster om huvudstaden Addis Abeba. Dembidollo Airport ligger 1 574 meter över havet.
Terrängen runt Dembidollo Airport är huvudsakligen kuperad, men den allra närmaste omgivningen är platt. Runt Dembidollo Airport är det ganska tätbefolkat, med 80 invånare per kvadratkilometer. Närmaste större samhälle är Dembī Dolo, 6,8 km väster om Dembidollo Airport. I omgivningarna runt Dembidollo Airport växer huvudsakligen savannskog.